# Dellin Betances
Dellin Betances (né le 23 mars 1988 à Washington Heights, New York, États-Unis) est un lanceur droitier des Ligues majeures de baseball qui a joué pour les Yankees de New York puis les Mets de New York.
Il représente les Yankees au match des étoiles annuel de 2014 à 2017.

## Carrière

### Yankees de New York
Le sport de prédilection de Dellin Betances est le basketball mais il dit avoir opté pour le baseball après avoir assisté des estrades populaires du Yankee Stadium, à l'âge de 10 ans, au match parfait lancé en 1998 par David Wells. Betances devient un choix de huitième ronde des Yankees de New York en 2006. Plusieurs équipes refusent de le réclamer, craignant qu'il ne décide plutôt de s'engager avec l'Université Vanderbilt, mais les Yankees tentent leur chance et un boni à la signature d'un million de dollars convainc le jeune joueur de rejoindre le club.
Avant la saison de baseball 2011, Betances, qui évolue toujours en ligues mineures, apparaît en 43e position du classement annuel des meilleurs joueurs d'avenir dressé par Baseball America. La même publication le place troisième parmi les futurs joueurs des Yankees, et premier parmi les lanceurs.
La balle rapide de Betances peut atteindre les 160 km/h au chronomètre et sa balle courbe a en 2014 été désignée par Baseball America comme la meilleure de la Ligue américaine.

#### Saison 2011
Betances, un droitier, fait ses débuts dans le baseball majeur avec les Yankees le 22 septembre 2011 comme lanceur de relève, remplaçant au monticule Andrew Brackman, un autre espoir de l'équipe faisant lui aussi ses débuts le même jour. Au dernier match de la saison le 28 septembre, il effectue son premier départ comme lanceur partant mais est retiré du match après deux manches sans accorder de point, avec son club en avant 5-0 sur les Rays de Tampa Bay.

#### Saison 2013
Après une difficile saison 2012 passée entièrement en ligues mineures, les Yankees décident en 2013 de faire de Betances un lanceur de relève. Il fait six apparitions dans ce rôle pour les Yankees en 2013 après avoir été rappelé des mineures mais accorde 6 points mérités en 5 manches lancées.

#### Saison 2014
En première moitié de saison 2014, Bellances a 4 victoires, 84 retraits sur des prises et une moyenne de points mérités de 1,46 en 55 manches et un tiers lancées. Ces performances lui valent une invitation au match des étoiles 2014.
L'un des meilleurs lanceurs de relève du baseball majeur en 2014, Betances maintient en 90 manches lancées une moyenne de points mérités d'à peine 1,40. Il apparaît dans 70 matchs des Yankees, enregistre le premier sauvetage de sa carrière, remporte ses 5 décisions et réussit un impressionnant total de 135 retraits sur des prises, soit une moyenne de 13,5 par match. Au terme de la saison, il termine 3e au vote annuel désignant la recrue de l'année de la Ligue américaine derrière le lauréat unanime, José Abreu, et Matt Shoemaker.

#### Saison 2015
En 2015, Betances est invité au match des étoiles 2015 pour la deuxième année de suite. Il termine 14e du vote annuel désignant le vainqueur du trophée Cy Young, remis au meilleur lanceur de la Ligue américaine. En 84 manches lancées en 2015, Betances retire 131 frappeurs adverses sur des prises, une moyenne de 14 par partie. Sa moyenne de points mérités se chiffre à 1,50.
Il fait ses débuts en séries éliminatoires le 6 octobre 2015, dans l'unique rencontre disputée par les Yankees cet automne-là ; il accorde un point aux Astros de Houston en une manche et deux tiers lancées dans le match de meilleur deuxième de la Ligue américaine.